# 偶像明星運動會
偶像明星運動會（韓語：아이돌스타 육상 선수권대회，簡稱偶運會（韓語：아육대）是韓國MBC電視臺從2010年開始舉行的偶像明星的運動會，英文縮寫為ISAC (Idol Star Athletics Championships)，每年分別在春節和中秋假期時舉行、競技專案包括田徑、游泳、球類等多項運動。截至2024年9月，總共舉辦了十九屆運動會，每屆運動會名稱都會插入運動項目。

## 外部連結
- 2011年偶運會新年特輯官方網站 （页面存档备份，存于）
- 2011年偶運會中秋特輯官方網站 （页面存档备份，存于）
- 2012年偶運會新年特輯官方網站 （页面存档备份，存于）
- 2012年偶運會官方網站 （页面存档备份，存于）
- 2013年偶運會官方網站
- 2014年偶運會官方網站 （页面存档备份，存于）
- 2015年偶運會官方網站 （页面存档备份，存于）
- 2016年偶運會官方網站 （页面存档备份，存于）
- 2017年偶運會官方網站 （页面存档备份，存于）
- 2018年偶運會新年特輯官方網站 （页面存档备份，存于）
- 2019年偶運會中秋特輯官方網站 （页面存档备份，存于）